# Mardalsfossen
Mardalsfossen es una cascada que se encuentra en el municipio de Nesset, Møre og Romsdal, Noruega, con una altura de 705 metros. Es una de las diez cascadas más altas de Europa. 
La caída total es de 705 m según SSB, 657 m según la base de datos World Waterfall Database. Está formada por dos grandes caídas y otras menores más abajo. La caída vertical más alta, de 358 m, es una de las más altas de Noruega. De media tiene 24 m de ancho. Es una cascada en escalones.
El agua, que ha sido explotada para usos hidroeléctricos, fluye sobre las cascadas durante la estación turística de verano de 20 de junio al 20 de agosto. En otros tiempos el agua se canalizó a través de la estructura hidroeléctrica.
En 1970 Arne Næss, el fundador noruego del movimiento Ecología profunda, se ató a sí mismo con otros trescientos en protesta contra la construcción de un pantano y la consiguiente retirada de la cascada.
La cascada se encuentra representada en el blasón de Nesset.

## Toponimia
El primer elemento es el genitivo del nombre del valle Mardalen, el último elemento es la forma finita de foss 'cascada'. El nombre del valle es un compuesto de un antiguo nombre de río *Mara (hoy Mardøla) y la forma finita de dal, valle. El antiguo nombre del río posiblemente deriva del verbo mara, sepultura, excavación.